# 347年
| 千纪： | 1千纪                                                                                           |
| 世纪： | 3世纪 \| 4世纪 \| 5世纪                                                                         |
| 年代： | 310年代 \| 320年代 \| 330年代 \| 340年代 \| 350年代 \| 360年代 \| 370年代                       |
| 年份： | 342年 \| 343年 \| 344年 \| 345年 \| 346年 \| 347年 \| 348年 \| 349年 \| 350年 \| 351年 \| 352年 |
| 纪年： | 丁未年（羊年）；成汉嘉宁二年；东晋永和三年；前凉建兴三十五年；后赵建武十三年；代国建国十年      |

## 大事记
- 中国
  - 3月——东晋将军桓温攻入成都，成汉灭亡。
  - 後趙將領石寧增援麻秋，涼將宋秦又降趙，張重華以謝艾為使持節、軍師將軍，率三萬步騎兵進軍臨河，大勝而歸。
- 三月，林邑范文攻陷日南。

## 出生
- 1月11日——狄奧多西一世，羅馬帝國（逝世于395年，48岁）。